# Membru (anatomie)

Oasele membrelor superioare

Oasele membrelor inferioare

În anatomie, un membru este o extremitate a corpului uman sau al animalelor.
La om, se disting două membre:
- Membrele superioare (mâinile) formate din:[1]
  - Centura scapulară
  - Axilă și umăr
  - Braț
  - Cot
  - Antebraț
  - Mână și degete de la mână
- Membrele inferioare (picioare). formate din:[2]
  - Șold
  - Genunchi
  - Gambă
  - Coapsă
  - Picior și degete de la picior